# Såstaholms Film- & Scenkonstpris
Såstaholms Film- & Scenkonstpris, eller Såstaholmspriset, tidigare Såstaholms pris till Höstsols minne, är ett svenskt scenkonstpris, instiftat 2008.
Priset instiftades till minne av det tidigare Pensionat Höstsol, som fram till år 1981 drevs av Svenska Teaterförbundet på Såstaholm i Täby Kyrkby som hem för pensionerade skådespelare och personer från scenens värld. För att främja yngre, begåvade scen- och filmkonstnärers fortsatta utveckling utdelar Såstaholm Hotell & Konferens tillsammans med Teaterförbundet sedan år 2008 priset på 50 000 kronor årligen, pengar avsedda för vidareutbildning eller individuella utvecklingsprojekt. Dessutom ingår att pristagaren får inreda ett av hotellets rum i sin egen stil.
Pristagarna utses av en jury bestående av ledande representanter för Teaterförbundet, teaterkritiker, teater-, dans- och filmbranschen. Priset delas normalt ut under hösten på Såstaholm Hotell.

## Pristagare
- 2008 – Josefin Ljungman, skådespelare
- 2009 – Joel Kinnaman, skådespelare
- 2010 – Elin Rombo, operasångare
- 2011 – Lindy Larsson, skådespelare
- 2012 – Alicia Vikander, skådespelare
- 2013 – Adam Lundgren och Adam Pålsson, skådespelare
- 2014 – Edda Magnason, sångare och skådespelare
- 2015 – Alexander Ekman, koreograf
- 2016 – Shima Niavarani, skådespelare
- 2017 – Anton Lundqvist, skådespelare
- 2018 – Alba August, skådespelare
- 2019 – Gustav Lindh, skådespelare
- 2020 – Evin Ahmad, skådespelare
- 2021 – Alexander Abdallah, skådespelare
- 2022 – Amy Deasismont, sångare, skådespelare, manusförfattare, regissör
- 2023 – Razmus Nyström, skådespelare
- 2024 – Amanda Jansson, skådespelare